# Звичайне диво (фільм, 1964)
«Звичайне диво» — радянський художній фільм-казка 1964 року режисера Ераста Гаріна, знятий на кіностудії ім. Горького. Перша екранізація однойменної п'єси Євгена Шварца.

## Сюжет
Прийшов час і Чарівник одружився, став розсудливим, зайнявся господарством. Але одного разу, зустрівши в лісі ведмедя, все-таки не витерпів: взяв горіхову гілочку, зробив з неї чарівну паличку і перетворив ведмедя на прекрасного юнака, поставивши умову, що той знову стане ведмедем, якщо його поцілує принцеса.

## У ролях
- Олексій Консовський - Господар-Чарівник
- Ніна Зорська - Господиня
- Олег Відов - Ведмідь
- Ераст Гарін - Король
- Неллі Максимова - Принцеса
- Георгій Георгіу - Міністр-адміністратор
- Олексій Добронравов - Перший міністр
- Валентина Караваєва - Амалія, придворна дама
- Клавдія Лепанова - Аманда, придворна дама
- Світлана Коновалова - Орінтія, придворна дама
- Віктор Авдюшко - Шинкар
- Євген Весник - Мисливець
- Олександр Комісаров - Учень мисливця
- Георгій Мілляр - Кат